# Vorseminar
Ein Vorseminar ist eine Einrichtung, die dazu dient, Vorkenntnisse für einen Studiengang zu erwerben. Vorseminare werden in der Regel von einem Direktor geleitet und ähneln in ihrer Struktur einer Schule. Einziges Bundesland, das den Schulstatus „Vorseminar“ anerkennt, ist Baden-Württemberg.

## Überblick
An Vorseminaren werden häufig die für ein Studium nötigen Sprachkenntnisse erworben. Sie zeichnen sich durch enge Kooperationen mit den örtlichen Hochschulen und eine größere Interaktivität von Leiter und Vorseminarteilnehmern aus.
Vorseminare werden häufig im Rahmen altphilologischer, theologischer und philosophischer Studiengänge angeboten, um eine intensive Arbeit mit den altsprachlichen Quellen in Altgriechisch, Hebräisch und Latein vor dem Studium an staatlichen Universitäten zu ermöglichen. Außerdem werden häufig parallele Sprachkurse angeboten, um die für einen Studiengang nötigen Sprachzertifikate zu erwerben.
Die Priester- und Pastoralreferentenausbildung in der römisch-katholischen Kirche begann bis 2009 ebenfalls in einem theologischen Vorseminar, das für alle deutschsprachigen Bistümer zentral von der Diözese Rottenburg-Stuttgart eingerichtet wurde. Inzwischen haben die meisten deutschen Bistümer eigene Propädeutische Seminare.
In der DDR schufen die Kirchen sogenannte Proseminare (Kirchliches Proseminar Naumburg (Saale), Kirchliches Oberseminar Potsdam-Hermannswerder, Proseminar in Dahme/Mark, Proseminar Moritzburg), um potentiellen Theologiestudenten, denen an staatlichen Schulen das Abitur verweigert wurde, die Möglichkeit eines Abiturs zu verschaffen. Hier wurde neben den klassischen Fächern auch Griechisch und Latein unterrichtet.